# Toplec község
Toplec község (románul: Comuna Topleț) község Krassó-Szörény megyében, Romániában. Központja Toplec, hozzá tartozik Börza.

## Népessége
A 2011-es népszámlálás adatai alapján a község népessége 2625 fő volt.